# Cherry Bullet
Cherry Bullet este o trupă de fete sud-coreeană înființată de FNC Entertainment în 2019. A debutat pe 21 ianuarie 2019 și are 7 membre în prezent: sud-coreenele Haeyoon, Yuju, Bora, Jiwon și Chaerin și japonezele Remi și May. Fostele membre sunt sud-coreeana Mirae, taiwaneza Linlin și japoneza Kokoro. Pe 13 decembrie 2019, cele trei au părăsit trupa din motive personale, contractele lor cu FNC Entertainment fiind închise.

## Discografie

### EP-uri
- Let's Play Cherry Bullet (2019)
- Love Adventure (2019)

### Single-uri
- Hands Up (2020)